# 2016年埃塞俄比亚抗议
2016年8月5日埃塞俄比亚爆发反对派团体召集的抗议活动。示威者要求社会和政治改革，包括结束对人权的侵犯（包括政府杀害平民、大规模逮捕、政府没收土地和政治边缘化反对团体）。政府封锁了互联网并且攻击和逮捕抗议者。
冲突持续了三天，至8月8日，据路透社报道，至少90名示威者被埃塞俄比亚安全部队击毙。